# 彰化駅 (台湾高速鉄道)
彰化駅（しょうかえき、チャンファえき）は、台湾彰化県田中鎮にある台湾高速鉄道の駅。田中鎮彰95線郷道～田中鎮田尾郷方面の連絡道路（大社路一段）付近、彰化県田中鎮明禮国民小東南方の『新厝』地区に位置する。

## 概要
彰化県に位置するため「彰化駅」という駅名ではあるが、台湾鉄路管理局の彰化駅とは異なり彰化市内には位置していない。なお台鉄彰化駅へは高鉄台中駅の方が至近であり、当駅は台鉄の主要駅では田中駅もしくは員林駅が近くになっている。

## 歴史
- 2013年（民国102年）
  - 1月8日 - 台湾のゼネコン世誠営造と東元電機のJVが総額15億9,660万台湾ドルで駅舎建設事業を受注[1]
  - 2月6日 - 起工。式典には交通部長毛治国、彰化県長卓伯源（中国語版）、高鐡公司薫事長欧晋徳（中国語版）、立法委員王恵美（中国語版）、林滄敏（中国語版）、黄文玲（中国語版）、魏明谷、林明溱（中国語版）などが参列した[2][3]。
- 2015年（民国104年）
  - 7月23日 - 完工[4]
  - 11月4日 - 供用（見学者に開放）[5]。
  - 11月30日 - 連絡バス路線が運行開始
  - 12月1日 - 開業[6][7][8]。

## 駅構造
相対式ホーム2面4線の高架駅。
地上4階にホームがある。駅舎は総床面積22,174平方メートル、高さ21.46m。所在地田中鎮の地名の由来となった「水田中央」にちなんで、自然光が差しこみやすい設計と、県内で盛んな花卉産業をイメージを盛り込むものとなる。
建物の柱は花びらの形状をしており、また、花の形の天窓から駅ホールに陽光が射し込んで、構内を取り囲むように設置された温室の緑が周辺の景色に溶け込み、優雅な雰囲気さえ醸し出す。さらに、屋外は花、緑、水、畑をイメージしたデザインが大地に描かれたものとなる。
設計は国内で多くの公共建築を手がける姚仁喜。
高速鉄道開業時から駅舎・ホーム用地は確保されており、待避線のスペースや架線柱は駅設置に対応している。

### 駅階層
| 地上 四階                      |                                                    | |
| 相対式ホーム、左側のドアが開く |                                                    | |
| 1番線                          | →■台湾高速鉄道 左営方面へ（雲林駅）→               | |
| 通過線                         | →■台湾高速鉄道 南下通過列車 左営方面へ→            | |
| 通過線                         | ←■台湾高速鉄道 北上通過列車 台中・台北・南港方面へ | |
| 2番線                          | ←■台湾高速鉄道 台中・台北・南港方面へ（台中駅）    | |
| 相対式ホーム、左側のドアが開く |                                                    | |
| 地上 三階                      | 機電階層                                           | 機械室 |
| 地上 二階                      | ホール                                             | 自動改札機、エスカレーター、トイレ、AED、Wi-fi、待合スペース、駅事務所 |
| 地上 一階                      | コンコース                                         | 出入口、チケットカウンター、自動券売機、案内カウンター、トラベルデスク、 ファミリーマート、スターバックス、モスバーガー、 売店、トイレ、鉄道警察、バス乗り場、タクシー乗り場、駐車場 |

## 利用状況
年度別乗降人員は以下の通り。（2015年は12月1日からの31日分の統計となる。）
| 年   |         |         |           |        |         |         |
| 年   | 年間    | 年間    | 年間      | 年間   | 1日平均 | 1日平均 |
| 年   | 乗車    | 降車    | 計        | 出典   | 乗車    | 乗降    |
| ---- | ------- | ------- | --------- | ------ | ------- | ------- |
| 2015 | 88,066  | 90,477  | 178,543   | [ 16 ] | 2,840   | 5,759   |
| 2016 | 522,011 | 540,722 | 1,062,733 | [ 16 ] | 1,434   | 2,920   |
| 2017 | 630,601 | 640,084 | 1,270,685 | [ 16 ] | 1,728   | 3,481   |
| 2018 | 672,984 | 680,274 | 1,353,258 | [ 16 ] | 1,844   | 3,708   |
| 2019 | 717,831 | 724,102 | 1,441,933 | [ 16 ] | 1,967   | 3,951   |
| 2020 | 622,960 | 632,998 | 1,255,958 | [ 16 ] | 1,702   | 3,432   |
| 2021 | 507,247 | 510,783 | 1,018,030 | [ 16 ] | 1,390   | 2,789   |
| 2022 | 607,200 | 610,008 | 1,217,208 | [ 16 ] | 1,664   | 3,335   |
| 2023 | 828,686 | 838,557 | 1,667,243 | [ 16 ] | 2,270   | 4,568   |

## 接続する他の交通機関
台湾鉄路管理局

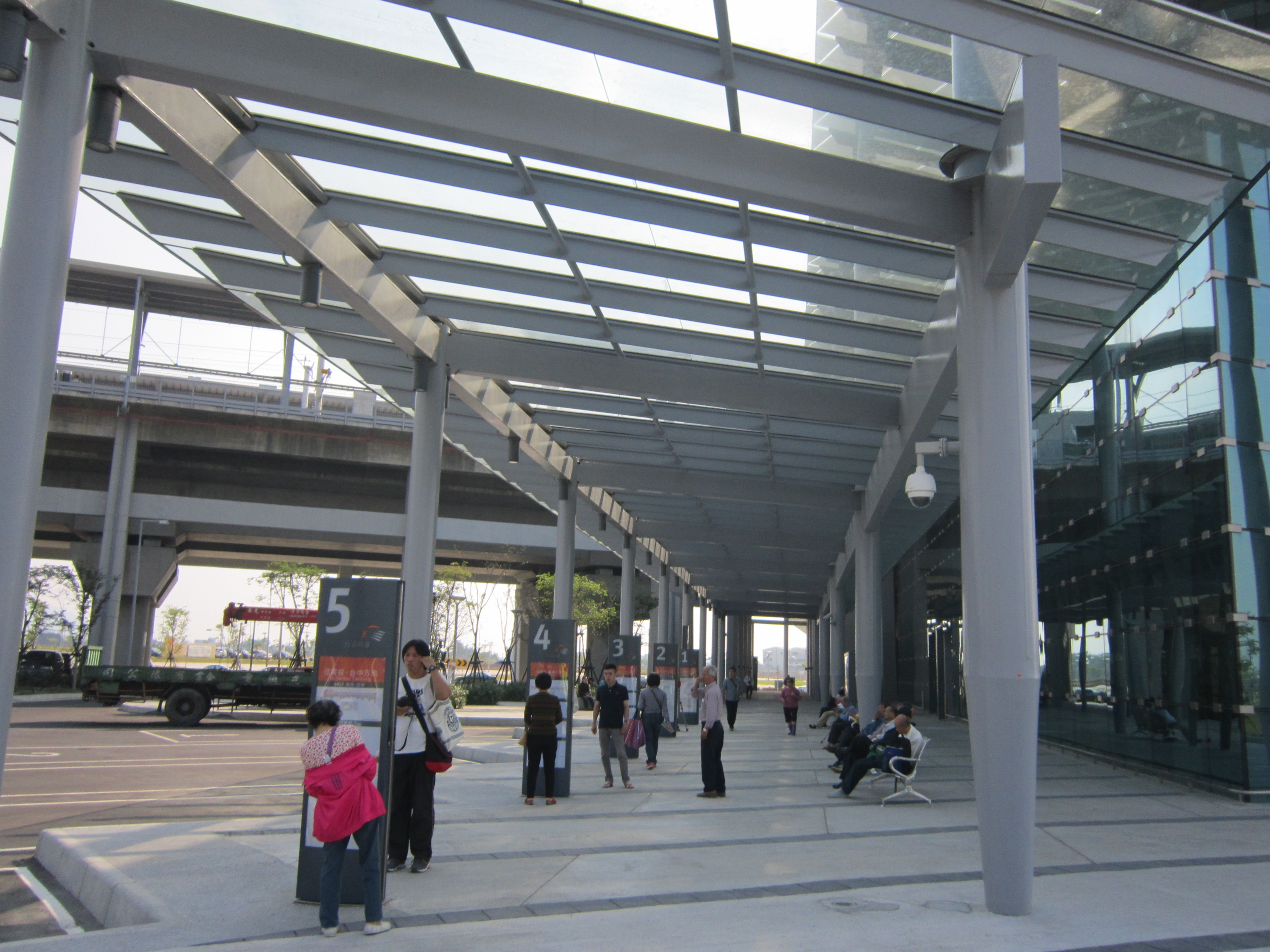
バスのりば

- 新田中駅 (仮称)（台鉄田中駅との間2.8kmを結ぶ台鉄田中支線（中国語版）の計画がある。彰化県は2022年着工、2027年開通を見込んでいる[17]）

バス
| 路線番号         | 運営事業者 | 区間                                  | 備考                                       |
| ---------------- | ---------- | ------------------------------------- | ------------------------------------------ |
| 7路 高鉄快捷専車 | 彰化客運   | 員林 - 田尾 - 高鉄彰化駅 - 台鉄田中駅 | 彰化県轄公車所属。台湾高速鉄道利用者は無料 |
| 6路              | 員林客運   | 鹿港–員林 - 田尾–高鉄彰化駅           | 彰化県轄公車路線                           |
| 6700             | 員林客運   | 員林 - 高鉄彰化駅 - 二水              |                                            |
| 6701             | 員林客運   | 員林 - 高鉄彰化駅 - 竹山              |                                            |
| 6702             | 員林客運   | 員林 - 高鉄彰化駅 - 水里              |                                            |
| 6709             | 員林客運   | 二林 - 高鉄彰化駅 - 田中              |                                            |
| 6735             | 員林客運   | 台中 - 高鉄彰化駅 - 二水              |                                            |
| 6915             | 彰化客運   | 員林 - 田中 - 高鉄彰化駅              |                                            |
| 6927             | 彰化客運   | 南投 - 田中 - 高鉄彰化駅              |                                            |

## 駅周辺
- 彰化駅特定区(開発計画中)

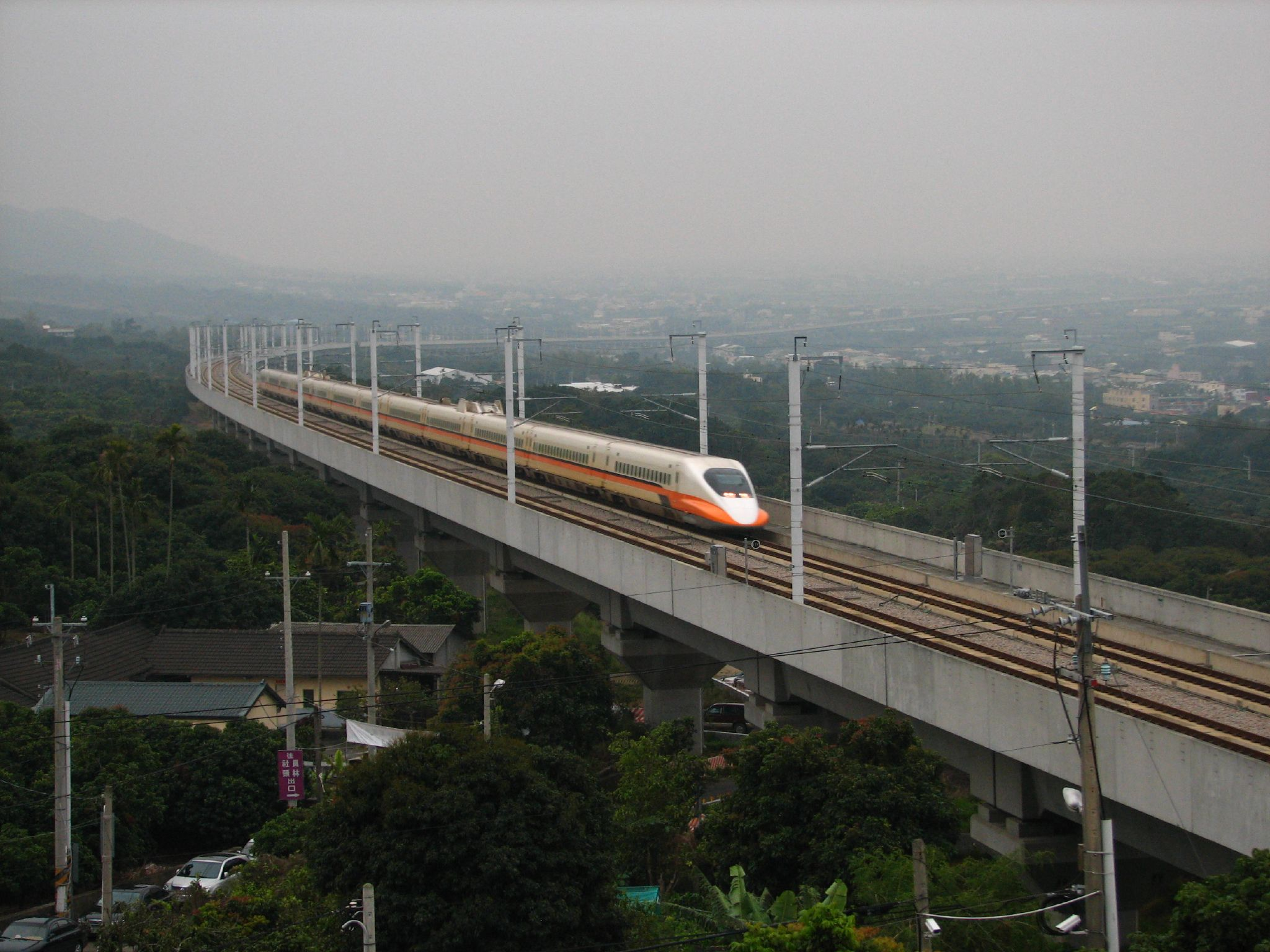
『高速鉄道』カフェからの眺望

- 松柏嶺受天宮：南投県名間郷松柏坑（中国語版）。八卦山（中国語版）山脈地区。
- 豊柏観光健行遊歩道
- 清水岩森林遊楽区、清水岩童子軍(露)営地--彰化県社頭郷。八卦山。
- 田中教育生態農場
- 田中森林遊楽区
- 田中赤水崎公園
- 金国嘉宝果農場：八卦山。
- 台湾鉄路管理局縦貫線社頭駅（北へ約1.5㎞）、田中駅(南へ約2km)
- 夜光高鐵庭園(Moonlight Rail Restaurant)：線路沿いにある有名な列車撮影スポットのカフェ。厳密には縦貫線社頭駅からが最寄りとなる。
- 銀河鐵道餐廳(Railway to Galaxy/銀河の鉄道)：線路沿いにある有名な列車撮影スポットのレストラン。

## 隣の駅
台湾高速鉄路
■台湾高速鉄道
台中駅 - 彰化駅 - 雲林駅

### 註釈
1. ↑  2016年は営業日数364日で算出（2016年2月6日から7日は台湾南部地震により台中以南はそれぞれ半日[12][13][14]、7月8日は台風1号（ニパルタック）の影響で終日運休[15]。）